# Walter Krüger
Walter Krüger (27. veljače 1890. – 22. svibnja 1945.) bio je SS Obergruppenführer. Rođen je u Straßburgu u Elsassu, Njemačka (danas u Francuskoj), Krüger je bio sin vojnog časnika i pohađao je kadetsku školu. Kao mladi podporučnik, pridružio se 10. streljačkoj pukovnij tijekom Prvog svjetskog rata. kasnije se pridružio Freikorpsu i borio se u Baltikw tijekom 1919.
1933., kad je Adolf Hitler dobio vlast, Krüger je bio na dužnosti u Reichswehru i Wehrmachtom obučnom odjelu.
1935., pridružio se SS-Verfugungstruppeu gdje je ustanovio SS-Standarte Germania. U časničkoj školi u Bad Tölzu, služio je kao instruktor. Odlikovan je Viteškim križem, nakon preuzimanja zapovjedništva nad SS Polizei divizijom koja se borila na Lenjingradskom bojištu, Krüger osobno je sudjelovao u podhvatu na sam grad.
Krüger je postao zapovjednik SS divizije Das Reich u ožujku 1943. Nakon toga postao je generalni inspektor pješačkih trupa Waffen SS-a. Preuzeo je zapovjedništvo nad, dobrovoljačkom, VI (Latvijskim) SS korpusom.
Krüger je izvršio samoubojstvo na kraj rata u Kurlandiji 22. svibnja 1945., 14 dana nakon kapitulacije Nacističke Njemačke.

## Promaknuća
- SS-Obersturmbannführer - 30. travnja 1935.
- SS-Standartenführer - 30. siječnja 1939.
- SS-Brigadeführer and Generalmajor Waffen-SS-a 20. travnja 1941.
- SS-Gruppenführer and Generalleutnant Waffen-SS-a 30. siječnja 1942.
- SS-Obergruppenführer and General Waffen-SS-a 21. lipnja 1944.

## Odlikovanja
- Red kuće Hohenzollerna s mačevima
- Bavarski križ za vojne zasluge (3. stupanj)
- Ranjenički znak u zlatu
- Željezni križ 2. i 1. stupanj
- Viteški križ željeznog križa s hrastovim lišćem i mačevima
  - Viteški križ (13. prosinca 1941.)
  - Hrastovo lišće (31. kolovoza 1943.)
  - Mačevi (11. siječnja 1945.)

## Drugi izvori oko datuma smrti
Za točan datum smrti Waltera Krügera postoji nekoliko različitih izvora. Prema Florianu Bergeru datum njegove smrti je 20. svibnja 1945., Walther-Per Fellgiebel drži kako je datum smrti Krügera 8. svibanj i Veit Scherzer govori da je to (najvjerojatnije i je) 22. svibanj 1945.